# Прокладка трубопровода
Прокладка трубопровода — прокладка инженерных сетей или отдельных трубопроводов для подачи из одной точки в другую необходимого вещества — жидкости (нефти, воды, бытовых и промышленных канализационных стоков, включая продукты питания — алкоголь, молоко и др.), твёрдых веществ (уголь и др.), газа, либо энергии — электричества.
При изменении прокладки трубопровода, если требуется выполнение входа в землю или выход из земли трубопроводом либо требуется специальное сооружение (защитный кожух, мост, балка и др.) в связи с препятствием (овраг, река и др.), то такая часть прокладки трубопровода вместе с сооружением называется трубопроводным переходом.

## Общая классификация
В зависимости от интенсивности движения транспорта, категорий дорог, диаметра трубопровода, методов производства работ, грунтовых условий прокладку трубопроводов производят методами: открытым, скрытым и закрытым. В зависимости от местоположения трубопровода прокладку различают: надземную, подземную, подводную.

## Открытая прокладка
Открытая прокладка труб выполняется по существующим или специально возведённым строительным конструкциям (стенам, опорам, эстакадам) или в проходных и полупроходных каналах и галереях), в траншее (под землёй) или по грунту (на земле) следующим образом:
- на отдельно стоящих фундаментах или опорах;
- с балластировкой (установкой грузов на трубу или с анкеровкой трубы в грунт) — мероприятием против всплытия;
- на грунте с последующей засыпкой трубы привезённым или местным грунтом.

Открытый способ строительства переходов под автомобильными дорогами включает следующие способы организации работ:
- без нарушения интенсивности движения транспорта (с устройством объезда или переезда);
- с перекрытием движения транспорта в два этапа на одной половине ширины дороги, затем на другой;
- с краткосрочным перекрытием движения транспорта по дороге (без устройства объезда или переезда).

При пересечении дорог в сложных географических и гидрологических условиях может быть применено строительство тоннелей открытым способом. Например, такой переход был сооружён на нефтепроводе Каспийского трубопроводного консорциума при пересечении автодороги Краснодар — Новосибирск. Доступ к трубам в процессе производства работ и эксплуатации свободен.
Прокладка труб производится в соответствии с проектом производства работ, разработанным на основе рабочей документации проекта и действующих норм.
Земляные работы по разработке траншей и котлованов производятся в соответствии с правилами производства и приёмки земляных работ с соблюдением требований:
- рытьё производится без нарушения естественной структуры грунта в основании с недобором 0,10—0,15 м, далее зачистка производится бульдозером или вручную;
- если грунт разработан ниже проектной отметки, на дно подсыпается песок средней крупности с тщательным уплотнением (коэффициент уплотнения Купл = 0,98) толщиной не более 0,5 м;
- на дне траншеи устраивают песчаную подсыпку 0,10—0,15 м в зависимости от диаметра трубы;
- при обратной засыпке над трубой выполняется защитный слой из песчаного грунта 0,15—0,30 м, не содержащего твёрдых включений (щебня, камня и др.) с послойным уплотнением (особенно пространства между трубами, а также между трубами и стенкой траншеи); стыки не засыпаются;
- обратная засыпка трубопровода выполняется с послойным уплотнением грунта 0,2—0,4 м до планировочной отметки, либо без послойного уплотнения с возведением валика из земли над трубопроводом; высота валика выполняется по расчёту с учётом осадки неуплотнённого грунта до планировочной отметки земли в течение 1—2 лет;
- при производстве работ в зимнее время не допускается монтаж трубопроводов на промёрзшее основание.

Перед укладкой трубы, соединительные детали и элементы тщательно осматриваются с целью обнаружения трещин, сколов, глубоких надрезов, проколов, вырывов и других повреждений защитной оболочки.
После гидравлического испытания трубопровода производится его засыпка и уплотнение мест стыков с последующей равномерной засыпкой траншеи экскаватором слоем местного грунта толщиной 0,3 м с разравниванием грунта вручную и ковшом экскаватора.

## Скрытая прокладка
Скрытая прокладка — укладка труб в траншеях и непроходных каналах (в грунте или в строительных конструкциях зданий — стенах, подполье и т. п.). Доступ к трубам возможен во время эксплуатации только после вскрытия соответствующих конструкций.

## Закрытая прокладка
Закрытым способом трубы прокладывают без вскрытия грунта, такая прокладка называется «бестраншейной» и производится одним из методов:
- прокол;
  - вибропрокол вибрационными установками;
  - гидропрокол (приводными и ручными прокалывателями);
  - прокол механический с помощью домкрата;
  - прокол с помощью винтового грунтопрокалывателя (механизированный);
  - пневмопробивка с помощью пневмопробойника;
- продавливание;
  - вибровакуумное;
- бурение:
  - бурение путём раскатки грунта проходчиком;
  - наклонно-направленное бурение;
  - горизонтальное бурение;
  - вибробурение;
- микротоннелирование;
- проходка:
  - щитовая;
  - штольневая.

Выбор бестраншейного способа прокладки труб зависит от диаметра и длины трубопровода, физико-механических свойств и гидрогеологических условий разрабатываемых грунтов и применяемого оборудования.
Закрытая прокладка трубопровода может применяться под водой, в болотах и в других условиях, когда доступ к трубам после укладки невозможен или затруднён.
Рекомендуемые способы бестраншейной прокладки трубопроводов:
| Способ                                  | Трубопровод | Трубопровод | Наилучшие грунтовые условия применения     | Скорость проходки, м/ч   | Необходимое усилие вдавливания, т | Ограничение к применению способа                                                                                                  |
| --------------------------------------- | ----------- | ----------- | ------------------------------------------ | ------------------------ | --------------------------------- | --- |
| Способ                                  | Диаметр, мм | Длина, м    | Наилучшие грунтовые условия применения     | Скорость проходки, м/ч   | Необходимое усилие вдавливания, т | Ограничение к применению способа                                                                                                  |
| Прокол: механический с помощью домкрата | 50—500      | 80          | Песчаные и глинистые без твёрдых включений | 306                      | 15—245                            | В скальных и кремнистых грунтах не применяется                                                                                    |
| Гидропрокол                             | 100—200     | 30—40       | Песчаные и супесчаные                      | 1,6—14                   | 25—160                            | Способ возможен при наличии источников воды и мест для сброса пульпы                                                              |
| Гидропрокол                             | 400—500     | 20          |                                            | 1,6—14                   | 25—160                            | Способ возможен при наличии источников воды и мест для сброса пульпы                                                              |
| Вибропрокол                             | 500         | 60          | Несвязные песчаные, супесчаные и плывуны   | 3,5—8                    | 0,5—0,8                           | В твёрдых и скальных грунтах не применяется                                                                                       |
| Грунтопрокалывателем                    | 89—108      | 50—60       | Глинистые                                  | 1,5—2                    | —                                 | То же |
| Пневмопробойником                       | 300—400     | 40—50       | Мягкие грунты до III группы                | 30—40 (без расширителей) | 0,8—2,5                           | В грунтах с повышенным водонасыщением не применяется                                                                              |
| Продавливание                           | 400—2000    | 70—80       | В грунтах I—III групп                      | 0,2—1,5                  | 450                               | В плывунных грунтах способ не применим. В твёрдых породах может быть применим лишь для продавливания труб максимального диаметра. |
| Горизонтальное бурение                  | 325—1720    | 40—70       | В песчаных и глинистых грунтах             | 1,5—19                   | —                                 | При наличии грунтовых вод способ не применяется.                                                                                  |

## Надземная прокладка
Надземная прокладка трубопровода в условиях Коми АССР показала ряд эксплуатационных преимуществ: увеличение надёжности, простота надзора, облегчение ремонта и удлинение срока службы. Эксплуатация подвесных газопроводов в условиях Севера доказала надёжность и целесообразность надземной прокладки трубопроводов там, где подземная прокладка затруднительна. Ведение работ при надземной прокладке возможно круглый год, а на болотах особенно целесообразно вести работы зимой.
Надземная прокладка трубопроводов производится на участках с любым рельефом, наиболее целесообразное применение на трассах, пересекающих территории с изрезанным рельефом, большим количеством рек, озёр и т. п., на просадочных многолетнемёрзлых грунтах и в других сложных условиях.
При надземной прокладке трубопроводов применяют:
- балочные системы;
  - прямолинейная прокладка без компенсации продольных деформаций — простейшие однопролётные переходы; многопролётные системы на жёстких опорах; многопролётные системы по земляным опорам;
  - прокладка трубопроводов с самокомпенсацией продольных деформаций — однопролётные консольные переходы; многопролётные системы с Г, П, Z-образными трапецеидальными компенсаторами; системы с линзовыми и сальниковыми компенсаторами;
  - прокладка трубопроводов с изломами в виде «змейки» — с изгибом по кривой линии; в виде ломанной линии с криволинейными вставками;
- специальные эстакады;
- мосты.

В зависимости от вида прокладки и/или перехода, конструкция трубопровода может быть:
- арочной[7];
- висячей[8];
- балочной.

## Бестраншейная (подземная) прокладка
Схему прокладки подземных трубопроводов принимают такой же, как и надземных трубопроводов с компенсационными участками.
Подземные трубопроводы, лежащие на сплошном основании и засыпанные землёй, различают по расчётным схемам в зависимости от наличия или отсутствия поперечных колец жёсткости и длины трубопровода.

## Метод «труба в трубе»
Метод прокладки «труба в трубе» применяется в двух случаях: когда необходимо восстановить старый изношенный трубопровод, либо, когда требуется защита трубопровода от химических или механических воздействий.
Релайнинг — один из вариантов прокладки новых труб в старом трубопроводе; это бестраншейный метод санации и восстановления трубопроводов, когда новый трубопровод прокладывается внутри существующего без раскрытия (или с частичным раскрытием), а также без демонтажа старого трубопровода.
Для предотвращения быстрого изнашивания труб от механических и других воздействий на переходах через препятствия (реки, озёра, автомобильные дороги, железнодорожные пути и т. д.) их прокладывают в защитных кожухах, то есть прокладка трубы производится внутри другой трубы большего диаметра, не менее чем на 200 мм. В технической литературе кожух также называют «чехлом», «футляром» или «патроном».

## Метод «прокола»
Выделяют несколько методов прокола: вибро-, гидропрокол, прокол с помощью грунтопрокалывателя, прокол механический с помощью гидравлического домкрата, пневмопробивка с помощью пневмопробойника.
Прокол — это образование отверстий за счёт радиального уплотнения грунта при вдавливании в него трубы с коническим наконечником. Применяются различные по форме наконечники, наиболее распространённые из них в виде прямого кругового конуса, при использовании которых создаётся минимальное сопротивление грунта проколу. От угла заострения наконечника существенно зависит усилие прокола.

### Прокол механический гидравлическим домкратом
Вдавливание производят с помощью гидравлического домкрата. В котловане укладывается звено трубы с наконечником и после выверки домкратом вдавливается в грунт на длину хода штока. После возврата штока в начальное положение на его место вводится нажимной патрубок (шомпол), и процесс повторяется. По окончании вдавливания первого звена трубы на полную длину шомпол убирается, в котлован опускается следующее звено и приваривается встык к уже задавленному в грунт. Далее задавливается наваренное звено, и цикл повторяется до прокола на всю длину участка. За каждый цикл труба продвигается на 150 мм.
Создание нажимного усилия на задний торец футляра вместо домкрата может быть обеспечено тяговым усилием лебёдки или трактора с помощью тросов или полиспастов. Вместо длинного шомпола-толкателя также применяются короткие нажимные патрубки с фланцами, длина которых равна величине хода штока домкрата. В этом случае после прокола грунта на длину хода шток домкрата возвращают в первоначальное положение и в образовавшееся пространство вставляют очередной нажимной патрубок для продолжения процесса прокола.
Способом прокола прокладываются трубы диаметром до 500 мм на длину 30—40 м со скоростью проходки 2—3 м/ч, величина усилий, необходимых для прокола, в зависимости от свойств грунтов и диаметров труб составляет 50—300 т.
Метод практикуется в хорошо сжимаемых грунтах, отверстия прокалывают для труб диаметром 100—400 мм на глубине более 2,5—3 м. В мало сжимаемых грунтах (песок, супесь) для обеспечения устойчивости стенок дополнительно к горизонтальному усилию применяется поперечное и вибрационное воздействие, при этом диаметр отверстия выполняется до 300 мм.

### Пневмопробивка
Пневмопробивка производится с помощью специального проходческого снаряда виброударного действия — пневмопробойника, впервые предложенного Сибирским отделением Академии наук СССР, который позволяет проходить скважины до 50 м для трубопроводов до 400 мм включительно.
Агрегат представляет собой самодвижущуюся пневматическую машину, корпус которой является рабочим органом, образующим скважину. Ударник под действием сжатого воздуха совершает возвратно-поступательные движения и наносит удары по переднему внутреннему торцу корпуса, забивая его в грунт.

## Метод «продавливания»
При использовании метода продавливания, прокладываемую трубу с открытым концом, снабжённую «ножом», вдавливают в массив грунта, а грунт, поступающий в трубу в виде плотного керна (пробки), разрабатывают и удаляют из забоя. При продвижении трубы преодолевают усилие трения грунта по наружному её контуру и врезания ножевой части в грунт.
Для продавливания труб применяют нажимные насосно-домкратные установки из двух, четырёх, восьми и более гидродомкратов усилием в 50—300 т каждый с ходом штока в 1,1—2,1 м, работающие от насосов высокого давления.

## Метод «бурения»
Бурение применяется для прокладки в глинистых грунтах трубопроводов диаметром 0,8—1,0 м на длину до 100 м. Конец трубы снабжается режущей коронкой увеличенного диаметра, труба приводится во вращение от мотора, установленного на бровке котлована. Поступательное движение трубе сообщает реечный домкрат с упором в заднюю стенку котлована. Грунт, заполняющий трубу изнутри, может удаляться посредством шнековой установки или гидромеханическим методом.
При бурении породу разрушают механическим или физическим воздействием. Механическое бурение ведут тремя основными способами: вращательным, ударным, ударно-вращательным и вибрационным; физическое бурение ведут способами: термический, гидравлический, электрогидравлический, плазменный, ультразвуковой и др.

## Метод «микротоннелирования»
Микротоннелирование — автоматизированная проходка тоннеля с продавливанием трубной конструкции обделки, выполняемая без присутствия людей в выработке. Это бестраншейный метод прокладки трубопроводов и коммуникаций с помощью специальных домкратных станций, когда труба «продавливается» сквозь грунт от одной станции до другой с помощью специального тоннелепроходческого щита, также называемый — буром (бурошнековое бурение) на расстояние 100—120 м, который при работе смешивает породу с водой и транспортируется системой очистки на поверхность, где она сепарируется.
Технология микротоннелирования позволяет прокладывать подземные коммуникации в районах плотной застройки, или местности пересечённой транспортными и иными коммуникациями. Работы проводятся в водонасыщенных, нескальных и скальных грунтах, в том числе при смешанном забое, в крупнообломочных грунтах с включением гравия, гальки, щебня в виде прослоя и валунов. Прокладка выполняется по прямолинейной и криволинейной в профиле и плане трассе.
За щитом с помощью домкратов продавливаются трубы: стальные, стеклопластиковые, керамические, бетонные, железобетонные или полимербетонные со специальными стеклопластиковыми муфтами, оказывающими незначительное сопротивление при продавливании труб в скважине. Для строительства канализационных коллекторов обычно применяются трубы с внутренней изоляцией из полиэтилена, что увеличивает срок службы сооружения в 3—5 раз.
Осуществляется прокладка с помощью двух котлованов: стартового и приёмного, глубина которых соответствует глубине прокладки. В стартовом котловане устанавливается мощная домкратная станция, на которую помещается проходческий щит. С помощью домкратов осуществляется проходка щита в грунте на его длину, после чего на домкратную станцию помещается отрезок трубы продавливания той же длины, и процесс повторяется. После наращивания став труб отдельными отрезками производится дальнейшая проходка до выхода щита в приёмный котлован. После этого щит демонтируется, а трубы остаются в земле.
Изменяя типоразмер проходческого щита, можно осуществить прокладку подземных микротоннелей различного внутреннего диаметра — от 250 мм до 3600 мм с глубиной залегания до 30 м. Минимальная глубина залегания верха трубопровода относительно поверхности грунта должна быть не менее 1,5—2 диаметров трубы. Расстояние между прокладываемым трубопроводом и уже расположенными коммуникациями и сооружениями должно быть не менее 1 м. Щитовая проходка применяется в полускальных и скальных грунтах, где невозможно применить другие способы, при этом используют бетонные или железобетонные трубы.
Первая часть бурового снаряда может отклоняться на несколько градусов по вертикали и горизонтали (до 13 мм на 200 м), что требует постоянной корректировки направления бурения. Точность проходки достигается компьютерным комплексом управления с применением системы лазерного ведения щита. Процесс бурения контролируется с поверхности оператором при помощи навигационного комплекса.
Технология микротоннелирования позволяет прокладывать коммуникации и трубопроводы с помощью коллекторов небольших диаметров в грунте любой сложности — от неустойчивых суглинков и водоносных песков до скальных пород, в том числе при смешанном забое, в крупнообломочных грунтах с включением гравия, гальки, щебня в виде прослоя и валунов.
Передовая система управления тоннелепроходческими комплексами обеспечивает удовлетворяющую самым высоким требованиям точность проходки и позволяет в каждый момент времени контролировать величины, полностью характеризующие положение проходческого щита, параметры его движения, а также параметры работы его основных узлов и механизмов. Комплексы построены по модульному принципу, что позволяет перебазировать их с одного объекта на другой и максимально сократить сроки монтажа оборудования.

## Метод «проходкой»
Проходка для укладки трубопроводов выполняется щитовая или штольневая.

## Глубина прокладки
Глубина прокладки трубопроводов зависит от:
- гидрогеологических условий;
- рельефа местности;
- проектных уклонов;
- назначения трубопроводов;
- глубины промерзания грунтов;
- динамических нагрузок (при прокладке труб под автомобильными дорогами, железнодорожными путями и т. д.);
- препятствий (рек, озёр, мостов и т. д.).

Глубина прокладки трубопроводов устанавливается проектом обычно от 0,6—0,9 м (газопроводы) до 5,0 м и более (фекальная, промышленная канализация, водопроводы).
При прокладке воды и канализации глубину заложения труб принимают ниже глубины промерзания грунта (зависит от транспортируемого вещества, его подверженности замерзанию зимой).
При прокладке газопроводов глубину заложения труб принимается проектом до верха трубы:
- не менее 1,0 м до верха газопровода — на пахотных и орошаемых землях;
- не менее 0,5 м ниже — на оползневых участках (зеркала скольжения) и подверженных эрозии участках (границы прогнозируемого размыва).

Заглубление магистральных трубопроводов принимается проектом до верха трубы:
- не менее 0,6 м в скальных грунтах и болотистой местности при отсутствии проезда транспортных средств;
- не менее 0,8 м при диаметре трубы менее 1000 мм;
- не менее 1,0 м при диаметре 1000—1400 мм, а также при прокладке трубы в песчаных барханах, на пахотных и орошаемых землях;
- не менее 1,1 м на болотах или торфяных грунтах, подлежащих осушению, при пересечении оросительных и осушительных каналов.